# Pink Flag
Pink Flag  es el primer álbum de estudio y álbum debut de la banda británica de rock: Wire; Lanzado a finales del año 1977. El álbum ha sido catalogado  como un álbum perteneciente al seguimiento de culto, al igual que en la actualidad está considerado como material de culto. El álbum ha sido catalogado como parte de muchos grupos en la cual es una cantidad connotada de artistas mayormente influenciados.
Firehose, Minor Threat, The Hundred in the Hands, Minutemen, Hüsker Dü, entre muchos otros artistas han mencionado que Pink Flag es uno de los álbumes que mayormente los ha influenciado realizando incluso covers.
El álbum está incluido en el libro de Robert Dimery de culto: 1001 discos que hay que escuchar antes de morir.

## Sonido
Pink Flag significó un punto de ruptura en el punk rock, ya que añadió elementos vanguardistas al género, los cuales servirían poco después como base para el desarrollo del art punk y principalmente del post-punk, del cual sería un claro precursor. Por otra parte, muchas de las primeras bandas de rock alternativo citaban a Pink Flag como influencia, contribuyendo de esta forma al desarrollo sonoro de la música alternativa. La voz del vocalista Colin Newman se caracteriza por tener una voz salvaje y estruendosa en todo el álbum.

## Lista de canciones
A continuación se encuentra el siguiente listado de los sencillos en su edición original.

Todas las canciones escritas y compuestas por Graham Lewis y Colin Newman. 
| Pink Flag |                             |          |  |
| N.º       | Título                      | Duración |  |
| 1.        | «Reuters»                   | 03:03    |  |
| 2.        | «Field Day for the Sundays» | 00:28    |  |
| 3.        | «Three Girl Rhumba»         | 01:23    |  |
| 4.        | «Ex Lion Tamer»             | 02:19    |  |
| 5.        | «Lowdown»                   | 02:26    |  |
| 6.        | «Start to Move»             | 01:13    |  |
| 7.        | «Brazil»                    | 00:41    |  |
| 8.        | «It's So Obvious»           | 00:53    |  |
| 9.        | «Surgeon's Girl»            | 01:17    |  |
| 10.       | «Pink Flag»                 | 03:47    |  |
| 11.       | «The Commercial»            | 00:49    |  |
| 12.       | «Straight Line»             | 00:44    |  |
| 13.       | «106 Beats That»            | 01:12    |  |
| 14.       | «Mr. Suit»                  | 01:25    |  |
| 15.       | «Strange»                   | 03:58    |  |
| 16.       | «Fragile»                   | 01:18    |  |
| 17.       | «Mannequin»                 | 02:37    |  |
| 18.       | «Different to Me»           | 00:43    |  |
| 19.       | «Champs»                    | 01:46    |  |
| 20.       | «Feeling Called Love»       | 01:22    |  |
| 21.       | «12 X U»                    | 01:55    |  |
| 35:37     |                             |          |  |

En las reediciones de 1989 y 1994 se encuentran los siguientes sencillos
- "Options R" - 01:36
- "Dot Dash" - 02:25

## Personal
Todos los sencillos fueron escritos por Graham Lewis y Colin Newman.
- Colin Newman - vocal, guitarra, vocal de apoyo
- Bruce Gilbert - guitarra, conceptos
- Graham Lewis - bajo, vocal de apoyo, conceptos
- Robert Gotobed - batería

### Personal adicional
- Kate Lukas - colaboración con flauta en el sencillo "Strange"
- Dave Oberlé - vocal de apoyo en el sencillo "Mannequin"
- Mike Thorne - producción, piano en el sencillo "Reuters", vocal de apoyo en "Reuters" y "Mr. Suit", flauta en el sencillo "Strange", piano eléctrico en el sencillo extra "Options R"
- Paul Hardiman - ingeniero de sonido
- Ken Thomas -  asistente de ingeniería
- David Dragon - dirección artístico
- Annette Green - diseño y fotografía
- Richard Bray - fotografía
- Lynda House - fotografía